# 다카쓰카역
다카쓰카역(일본어: 高塚駅 다카쓰카에키[*])은 일본 시즈오카현 하마마쓰시 주오구에 있는 도카이 여객철도의 철도역이다.

## 역 구조
2면 3선 구조의 지상역이다. 상행선 쪽이 섬식이다.
하마마쓰역이 관리하며, 역무원만 배치되어 있는 직영역이다.

### 승강장
| 1 | ■ 도카이도 본선 | 도요하시 · 나고야 방면   |               |
| 2 | ■ 도카이도 본선 | 하마마쓰 · 시즈오카 방면 |               |
| 3 | (예비 승강장)   | (예비 승강장)            | (예비 승강장) |

## 역세권 정보
- 국도 제1호선
- 국도 제257호선

## 역사
- 1911년 3월 31일 - 관설철도 (일본국유철도) 도카이도 본선 하마마쓰역 ~ 마이사카역 사이에 신호소로 개업.
- 1929년 7월 1일 - 역으로 승격했다.
- 1987년 4월 1일 - 민영화에 따라 도카이 여객철도의 소속이 되었다.
- 2008년 3월 1일 - TOICA의 사용이 개시되었다.

## 인접역
| 도카이 여객철도 도카이도 본선 | 도카이 여객철도 도카이도 본선 | 도카이 여객철도 도카이도 본선 |
| ----------------------------- | ----------------------------- | ----------------------------- |
| 하마마쓰 ·시즈오카 방면       | ■ 도카이도 본선               | 마이사카 도요하시·나고야 방면 |